# Sous le dais fleuri
Sous le dai fleuri (en chinois : 华盖集), publié en 1926, est un recueil des essais de l'écrivain Lu Xun parus au cours de l'année 1925.

## Présentation

### La Chine réactionnaire

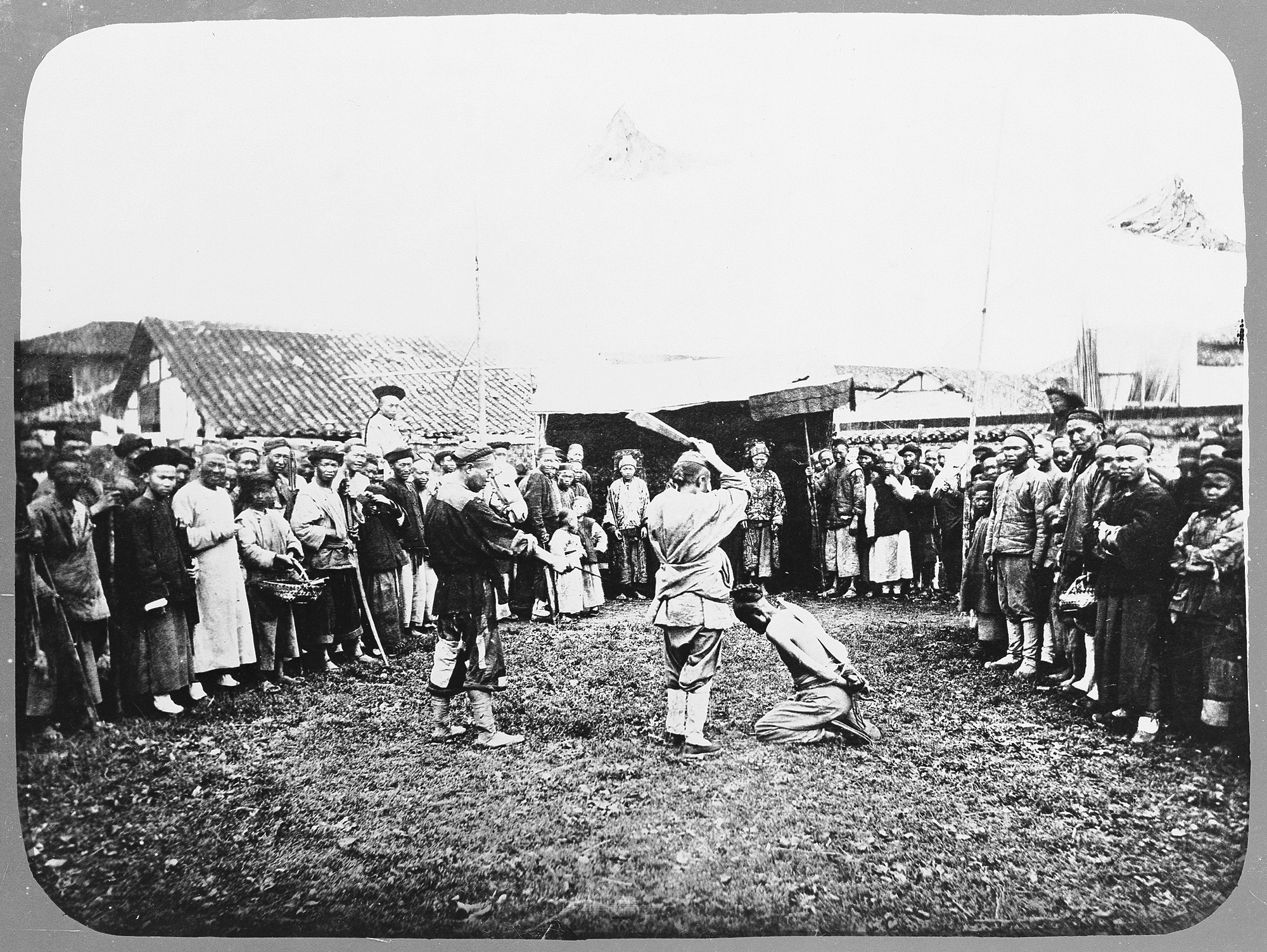
Scène de décapitation à la fin de la dynastie Qing

Une partie des essais traite, d'un point de vue général, de la situation réactionnaire en Chine, après la révolution inachevée de 1911. En 1925, Duan Qirui, l'un des seigneurs de la guerre qui se disputent la Chine, est à la tête du gouvernement de Pékin. « La République chinoise d'aujourd'hui », écrit Lu Xun, « mais c'est encore l'époque des Cinq dynasties, la Fin des Song, le Temps des Ming ! » Lu Xun y poursuit la critique, entamée dès ses débuts en littérature, des traditions, qu'il s'agisse de la médecine chinoise ou de la remise à l'honneur de la décapitation comme mode d'exécution. Il voit dans la situation présente une perpétuation du « caractère national » vanté par les défenseurs des Anciens, situation dont le symbole est la Grande Muraille, « sublime et maudite », tombeau des ouvriers morts à la tâche, et que l'on colmate avec des briques neuves, malgré son inutilité. Les partisans de la tradition sont comparés à des mouches qui lâchent « leur petite crotte sur ce qu'il y a de beau, de bon, de propre », se croyant supérieures parce qu'elles ne voient dans les combattants morts pour la révolution que leurs défauts et cicatrices.
L'opposition de Lu Xun aux traditions, notamment au confucianisme, est telle qu'il répond, à un questionnaire que le Journal de Pékin avait adressé, début 1925, à des hommes de lettres et écrivains concernant les livres à lire par la jeunesse, qu'il ne vaut pas la peine de lire de livres chinois, mais que si l'on veut agir, et non faire des discours, il faut lire des livres étrangers. Cette réponse provoque de vives critiques. On l'accuse d'être l'esclave des étrangers, voire d'être payé par la Russie bolchévique. Il répond à ces critiques et accusations, dans des textes satiriques ridiculisant le discours de ses adversaires.  Les partisans de la lecture des Classiques se classent en deux catégories : les gens supérieurement abrutis, sincères, mais dont le discours n'a aucun effet sur la réalité, et les gens astucieux, c'est-à-dire les riches et les puissants, qui trouvent dans les livres anciens maints exemples d'hypocrisie et d'opportunisme. Parmi les intellectuels visés, ceux qui changent de discours selon les circonstances, qui, après avoir préconisé l'action, recommandent de se réfugier dans l'étude. À l'encontre de ces « conservateurs », « authentiques révolutionnaires » qui ont une méthode infaillible pour faire la révolution, mais qui n'ont pas encore terminé leurs études, Lu Xun considère « qu'il y a quand même plus d'espoir dans une création avortée que dans un refus d'enfanter, car cela prouve [...] que l'on est toujours capable d'accoucher. »

### La révolte des étudiantes de l'École normale de jeunes filles de Pékin
L'événement dans lequel Lu Xun s'engage personnellement et à propos duquel il écrit un nombre important de textes est la révolte des étudiantes de l'École normale de jeunes filles de Pékin. Bien que limité dans un premier temps au monde universitaire de la capitale, il suscite ensuite débats et conflits dans le milieu intellectuel et politique. Lu Xun est chargé de cours à l'École normale de jeunes filles.

Le sceau de l'université de Pékin, dessiné par Lu Xun

En 1924 une nouvelle directrice, Yang Yinyu, proche du ministre de l'Éducation, Zhang Shizhao, représentant de la faction la plus conservatrice des intellectuels de la capitale, est nommée à la tête de l'École normale de jeunes filles de Pékin. Les rapports entre la directrice et les élèves sont rapidement très tendus. Alors que les élèves ont manifesté contre elle le 7 mai 1925 (« Jour de la Honte nationale », commémorant l'acceptation par Yuan Shikai des Vingt et une demandes japonaises en 1915), Yang Yinyu exclut dès le lendemain six élèves (parmi lesquelles Liu Hezhen, et Xu Guangping, future femme de Lu Xun) et justifie sa position, au travers d'articles dans la presse, comparant l'école à une famille. Lu Xun fait paraître le 21 mai son premier texte de soutien aux étudiantes, liant la comparaison faite par la directrice Yang à l'idéologie traditionnelle qui veut que les belles-filles soient soumises à leur belle-mère. Plusieurs enseignants, dont Lu Xun, son frère Zhou Zuoren et Qian Xuantong, publient un manifeste critiquant la directrice. Paraît un article de Chen Xiying, un proche de la directrice, laissant entendre que la révolte est le fruit d'un complot,  comparant l'École à des « chiottes qui puent » et demandant une enquête du ministère de l'Éducation. Lu Xun s'élève contre la présentation tendancieuse des faits par Chen Xiying. En août, deux descentes de police chassent les élèves de leur école, qui est fermée par le ministère. Le ministre Zhang Shizhao réinstaure dans le même temps la lecture des Classiques confucéens dans l'éducation, tandis que Duan Qirui destitue Lu Xun de son poste au ministère. Le même mois, l'université de Pékin rompt ses relations avec le ministère et proclame son autonomie. Après une agitation croissante, le 28 novembre a lieu une manifestation réclamant le départ de Duan Qirui et Zhang Shizhao. Les élèves de l'École réintègrent leur établissement le 30. Zheng Shizhao s'enfuit une seconde fois à Tientsin, Yang Yinyu démissionne de son poste. Lu Xun célèbre en décembre l'esprit de progrès qui anime l'université de Pékin depuis sa création en 1898.
Lu Xun, dans un essai de novembre 1925, non repris dans Sous le dais fleuri, intitulé Guafisme (c'est-à-dire viduisme, ou théorie du veuvage) et publié dans l'hebdomadaire Femmes, polémique contre les tenants du conservatisme au sein de l'enseignement, et, plus largement, au sein de la société : « Seules conviennent les étudiantes qui leur plaisent — ou plus poliment : les plus ″obéissantes″ —, celles qui prennent modèle sur leurs professeurs, celles au regard terne, au visage inexpressif, qui parcourent en retenant leur souffle cette école lugubre qui est leur ″chez-soi″ — c'est ainsi qu'elles patientent jusqu'à l'obtention du diplôme, un certificat qu'elles reçoivent et qui stipule qu'après avoir été soumises à la discipline pendant des années, elles ont perdu leur jeunesse et sont devenues des veuves moralement, avant le mariage. Et c'est ce qu'elles répandront dans la société.[...] Quand toutes les femmes chinoises ayant fait des études, qu'elles soient mariées ou non, veuves ou autres, ont le cœur pareil à une eau stagnante et le visage semblable au givre, c'est éminemment impressionnant ; mais cela laisse entendre que nous ne tenons pas à vivre comme des êtres humains.»

### L'impérialisme

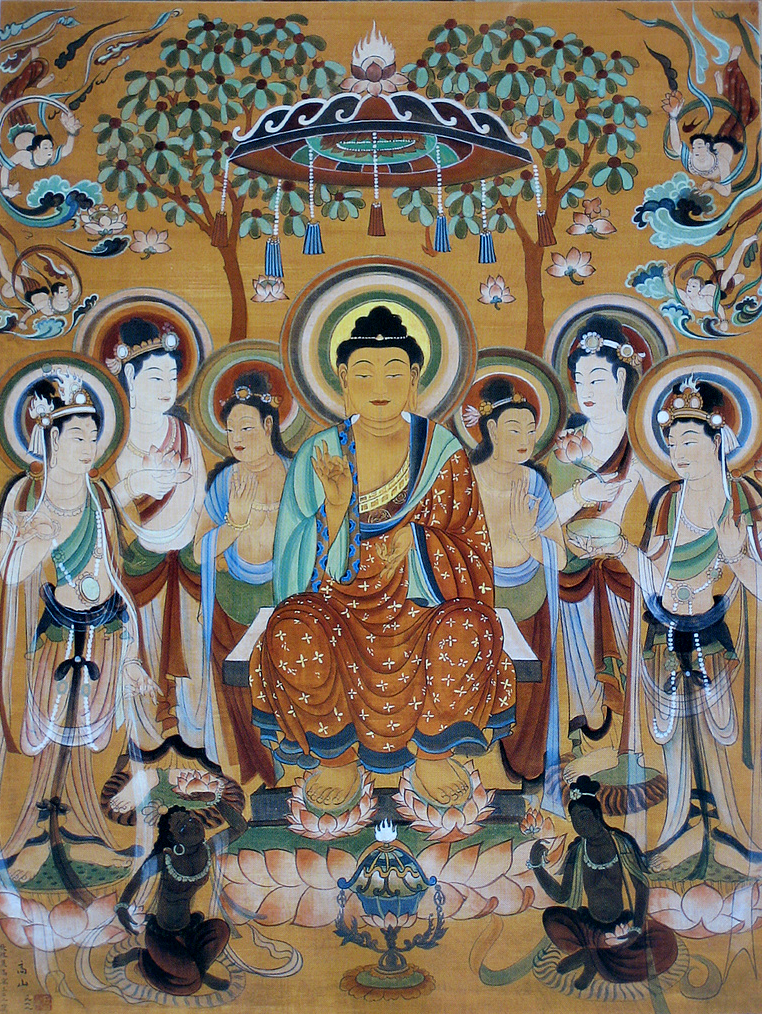
Sous le dais fleuri : Bouddha et bodhisattvas — peinture murale des grottes de Mogao, saccagées en 1924 par un archéologue américain.

Plusieurs missions archéologiques occidentales ou japonaises ont, depuis la fin du XIXe siècle, et jusqu'à l'année 1925 encore, date des essais de Sous le dais fleuri, fait main basse sur les antiquités chinoises. Lu Xun dénonce ces étrangers qui ne veulent voir dans la Chine qu'une grande antiquité. Mais si les étrangers peuvent aussi facilement piller la Chine, c'est en raison de sa faiblesse, et de son incapacité à faire des réformes. Les « conservateurs du passé » chinois sont souvent les mêmes qui s'opposent à ces réformes, voire qui vendent manuscrits anciens ou statuettes. Or, « des gens qui ne sont pas en état de faire des réformes ne sont pas non plus en état de préserver leur passé. »
Le principal événement de l'année 1925 est le Mouvement du 30 mai, anti-impérialiste, qui se développe essentiellement dans le milieu ouvrier, à la suite d'une manifestation à Shanghai sur laquelle la police britannique de la concession internationale ouvre le feu, faisant une dizaine de morts. Lu Xun s'élève contre ceux qui veulent excuser les manifestants, sous prétexte qu'ils ne sont ni des « rouges », ni des émeutiers : « Je ne comprends pas pourquoi, si la Chine était effectivement devenue “rouge” ou si nous faisions effectivement des émeutes chez nous, en Chine, les Chinois devraient se laisser mettre à mort par la police anglaise. » Il est de plus incohérent de dénoncer la barbarie étrangère, alors que « depuis que la classe qui possède la force armée en Chine pille le peuple et l'égorge, on n'a jamais vu beaucoup de gens élever de protestations. »

## Analyse et commentaires
Le volume regroupe quarante-et-un essais, dont certains ont été publiés dans la revue La Plaine stérile qu'il a créée en 1925, et qui paraît d'avril à novembre : « Voici longtemps que je souhaite que la jeunesse de Chine se dresse et se mette à critiquer sans avoir peur la société et la civilisation chinoises, et c'est pourquoi j'ai édité la revue La Plaine stérile. »
Le dais fleuri qui se trouve au-dessus de la tête des saints bouddhiques est de bon augure, quand on est un saint. Mais, comme l'explique Lu Xun dans l'avant-propos du recueil, pour « les hommes du commun », c'est qu'« ils vont pour le moins rencontrer des embûches ». Le dais fleuri est alors le symbole de l'infortune qui frappe Lu Xun, injurié et attaqué par ses ennemis en raison de ses écrits. Le titre est traduit par l'expression Sous une mauvaise étoile par Simon Leys.
Pour François Jullien, dans la préface à sa traduction, Sous le dais fleuri est un tournant dans l'œuvre de Lu Xun : ses essais sont désormais le lieu où l'auteur se confronte à l'Histoire, bon nombre d'entre eux traitant directement des événements qui ont alors lieu en Chine. S'y opposent le Passé et la Vie, l'inertie de la Tradition et la Naissance, la thématique antagoniste de la Vie se concevant à partir de théories évolutionnistes, assorties de thèmes nietzschéens (contre la pitié ; pour une célébration de la Terre et du Présent, de la Révolte). « Comme discours non seulement marginal mais aussi polémique, il ne peut s'énoncer qu'en creux du discours de l'idéologie dominante et négativement », d'où le recours à l'ironie et au symbolisme. Caractérisant le style des essais de Lu Xun, François Jullien écrit : « Les fantaisies de l'humour le plus drôle et le plus varié s'y allient à la netteté de la démonstration la plus rigoureuse. »

## Prolongements
Liu Hezhen, l'une des étudiantes exclues de l'École normale pour jeunes filles de Pékin, sera l'une des victimes du massacre du 18 mars 1926.